# Hans Wincent
Hans Wincent, född 25 augusti 1971 i Åtvidaberg, är en svensk småbrukare och hovslagare, han är känd som Wincent i TV4-programmet Farmen.
Wincent blev känd för svenska folket när han 2017 tog över som mentor på farmen efter Gutta Andersson, som var tvungen att lämna på grund av sjukdom.
I ett avsnitt av farmen 2019 gifte sig Wincent med sin sambo Ann-Sophie, tillsammans har de 3 barn.